# Binzume yōsei
Binzume yōsei (瓶詰妖精? lett. "Fate in bottiglia") è una serie televisiva anime prodotta da Studio Orphee e Xebec e trasmessa su TV Kanagawa dal 3 ottobre al 26 dicembre 2003. Ogni episodio è ambientato in un mese diverso. Nel 2007 è stato pubblicato un artbook realizzato dall'autrice, Yuiko Tokumi.

## Trama
Le Fate della Bottiglia arrivano sulla Terra da un altro mondo per imparare tutto quello che possono sulla vita che si svolge sul nostro pianeta, cosicché possano trasformarsi in esseri umani. Riusciranno nell'impresa durante il dodicesimo episodio, ma il loro desiderio di stare insieme è più forte di quello di diventare umane, quindi si fondono in un'unica ragazza umana. Il tredicesimo episodio mostra le Fate che tentano di vivere in un unico corpo, ma alla fine si separeranno di nuovo.

## Personaggi

### Fate della Bottiglia
Ognuna di loro si contraddistingue per il colore degli occhi e la stagione che le è associata. Sono piccolissime e dormono in bottiglie colorate.
Kururu (くるる?, Kururu)
È la Fata della Bottiglia Blu, associata alla primavera. È la più vivace, impulsiva e curiosa: ciò la porta a finire spesso in guai dai quali le sue amiche devono tirarla fuori. Assume il ruolo di guida del gruppo. Ha gli occhi blu e capelli rosa che le arrivano alle spalle.
Hororo (ほろろ?, Hororo)
È la Fata della Bottiglia Verde, associata all'inverno. È timida e tranquilla, lenta e incoerente. Pensa sempre al cibo e storpia le parole per farne assomigliare il suono ai nomi dei suoi piatti preferiti. È attratta da Kururu. A causa del suo animo svagato, spesso non si accorge di quello che succede intorno a lei. Ha gli occhi verdi e lunghi capelli castani.
Chiriri (ちりり?, Chiriri)
È la Fata della Bottiglia Gialla, associata all'estate. È amichevole, riservata, dolce e raffinata. È ossessionata dalle soap opera. Crede profondamente che la testa vada protetta e, infatti, indossa sempre un copricapo. Ha paura dei fantasmi. Può far diventare i sogni realtà. Ha gli occhi giallo oro e lunghi capelli biondi.
Sarara (さらら?, Sarara)
È la Fata della Bottiglia Rossa, associata all'autunno. È un maschiaccio, le piace lo sport e combattere: sono il suo chiodo fisso, insieme a ninja e samurai. Indossa abiti maschili, non si arrende mai, è testarda e non si guarda mai indietro. Ha un'espressione burbera che nasconde la sua natura sensibile. Ha occhi rossi e corti capelli grigi.
Kusachiho (くさちほ?, Kusachiho)
È la fusione di Kururu, Sarara, Chiriri e Hororo, comparsa negli ultimi due episodi. Il suo nome è formato dalla prima sillaba dei nomi delle quattro Fate. Ha un carattere confuso. Il colore degli occhi cambia in base alla Fata che in quel momento ha preso il controllo. Il suo colore è l'arancione.
Rere (れれ?, Rere)
È la Fata della Bottiglia Viola. Compare solo nel Bottle Fairy Fanbook illustrato da Yuiko Tokumi. Non è associata a una stagione. È seria ed energica e ripete le frasi due volte, ma con parole diverse. Anche se insiste affinché le altre Fate si impegnino per diventare umane, si trova sempre, suo malgrado, coinvolta nelle loro avventure.

### Altri personaggi
Sensei-san (せんせいさん?, Sensei-san)
Lavora come assistente all'università e ospita in casa sua le quattro Fate, tenendole d'occhio e insegnando loro i segreti del mondo umano. Verso la fine della serie, Kururu si prende una cotta per lui, scoprendo però che anche le altre Fate provano dei sentimenti per Sensei-san. Il suo vero nome è sconosciuto. Ha una sorella gemella che insegna teatro e ha l'hobby della fotografia e che, tuttavia, non compare mai.
Tama-chan (たまちゃん?, Tama-chan)
Ha 8 anni ed è la vicina di casa di Sensei-san. Dà molti consigli alle Fate: anche se li esprime con sicurezza, però, sono delle trappole. È sorpresa dal comportamento infantile delle Fate perché è convinta che abbiano più anni di lei. È la mascotte della rivista Magi-Cu e si crede la ragazzina numero 1 del Giappone.
Oboro (オボロちゃん?, Oboro-chan)
È una giocattolo rosa a forma di gatto che è stato incantato dalle Fate. Di solito gioca con Hororo. È taciturno e ha sempre un'espressione annoiata. Sulla schiena ha due tozze ali che gli permettono di volare.

## Anime
L'anime si compone di 13 episodi, ognuno ambientato in un mese differente, andati in onda in Giappone su TV Kanagawa da ottobre 2003 a dicembre del medesimo anno.

### Episodi
| Nº | Titolo italiano Giapponese 「Kanji」 - Rōmaji | In onda          | In onda |
| Nº | Titolo italiano Giapponese 「Kanji」 - Rōmaji | Giapponese       |         |
| 1  | Aprile 「4月」 - Shigatsu                     | 3 ottobre 2003   |         |
| 2  | Maggio 「5月」 - Gogatsu                      | 10 ottobre 2003  |         |
| 3  | Giugno 「6月」 - Rokugatsu                    | 17 ottobre 2003  |         |
| 4  | Luglio 「7月」 - Shichigatsu                  | 24 ottobre 2003  |         |
| 5  | Agosto 「8月」 - Hachigatsu                   | 31 ottobre 2003  |         |
| 6  | Settembre 「9月」 - Kyuugatsu                 | 7 novembre 2003  |         |
| 7  | Ottobre 「10月」 - Juugatsu                   | 14 novembre 2003 |         |
| 8  | Novembre 「11月」 - Juu-ichigatsu             | 21 novembre 2003 |         |
| 9  | Dicembre 「12月」 - Juu-nigatsu               | 28 novembre 2003 |         |
| 10 | Gennaio 「1月」 - Ichigatsu                   | 5 dicembre 2003  |         |
| 11 | Febbraio 「2月」 - Nigatsu                    | 12 dicembre 2003 |         |
| 12 | Marzo 「3月」 - Sangatsu                      | 19 dicembre 2003 |         |
| 13 | E poi 「それから」 - Sore Kara                | 26 dicembre 2003 |         |

### Sigle
La serie ha una sola opening, Oshiete Sensei-san (Insegnami, Sensei-san), ma cinque varianti della ending, tutte con la stessa musica e melodia, ma parole diverse in base alla Fata che la canta. Il 28 dicembre 2003 è stata pubblicata la prima OST, Bottle Fairy Image Album ~Four Seasons~, mentre il 28 dicembre 2004 è uscito il secondo CD della colonna sonora, Bottle Fairy Image Album 2 ~Asa Hiru Yoru~.
1. Oshiete Sensei-san (教えてせんせいさん?, Insegnami, Sensei-san), eseguita da tutto il cast e utilizzata come opening di tutti gli episodi.
2. Haru Uta ~Kururu~ (春唄〜くるる〜?, La canzone della primavera ~Kururu~), eseguita da Nana Mizuki, ending degli episodi 1-3.
3. Natsu Uta ~Chiriri~ (夏唄〜ちりり〜?, La canzone dell'estate ~Chiriri~), eseguita da Kaori Nazuka, ending degli episodi 4-6.
4. Aki Uta ~Sarara~ (秋唄〜さらら〜?, La canzone dell'autunno ~Sarara~), eseguita da Yui Horie, ending degli episodi 7-9.
5. Fuyu Uta ~Hororo~ (冬唄〜ほろろ〜?, La canzone dell'inverno ~Hororo~), eseguita da Ai Nonaka, ending degli episodi 10-12.
6. Shiki Uta ~Binzume Yousei~ (四季唄〜瓶詰妖精〜?, La canzone delle quattro stagioni ~Binzume yōsei~), eseguita da tutto il cast, ending dell'episodio 13.

## Videogioco
Il 9 settembre 2005 è stato pubblicato in Giappone, da King Records, il videogioco di Binzume yōsei, intitolato Binzume yōsei 〜Haru Natsu Aki Fuyu Sensei-san to Issho〜 (瓶詰妖精 〜はる・なつ・あき・ふゆ せんせいさんと一緒〜?, Binzume yōsei〜 Haru Natsu Aki Fuyu Sensei-san to Issho〜). Il videogame, la cui realizzazione è durata due anni, è stato reso disponibile solo per personal computer e sistemi operativi da Microsoft Windows 98 a Microsoft Windows XP, in formato DVD-ROM.